# دمیترو انتونوف
دمیترو انتونوف (اوکراینی: Дмитро Ігорович Антонов؛ زادهٔ ۲۸ اوت ۱۹۹۶) بازیکن فوتبال اهل اوکراین است.
از باشگاه‌هایی که در آن بازی کرده‌است می‌توان به باشگاه فوتبال متالیست خارکوف اشاره کرد.